# 999 TCN
999 TCN là một năm trong lịch La Mã.